# Boston Braves 1932
La stagione 1932 dei Boston Braves è stata la prima della franchigia nella National Football League. Sotto la direzione del capo-allenatore Lud Wray la squadra ebbe un record di 4-4-2, terminando quarta in classifica.

## Calendario
| Stagione regolare |                  |                          |           |                   |        |
| Turno             | Data             | Avversario               | Risultato | Stadio            | Record |
| 1                 | 2 ottobre 1932   | Brooklyn Dodgers         | S 14–0    | Braves Field      | 0–1    |
| 2                 | 9 ottobre 1932   | New York Giants          | V 14–6    | Braves Field      | 1–1    |
| 3                 | 16 ottobre 1932  | Chicago Cardinals        | S 9–0     | Braves Field      | 1–2    |
| 4                 | 23 ottobre 1932  | New York Giants          | P 0–0     | Polo Grounds      | 1–2–1  |
| 5                 | 30 ottobre 1932  | Chicago Bears            | P 7–7     | Braves Field      | 1–2–2  |
| 6                 | 6 novembre 1932  | Staten Island Stapletons | V 19–6    | Braves Field      | 2–2–2  |
| 7                 | 13 novembre 1932 | Green Bay Packers        | S 21–0    | Braves Field      | 2–3–2  |
| 8                 | 20 novembre 1932 | Portsmouth Spartans      | S 10–0    | Universal Stadium | 2–4–2  |
| 9                 | 27 novembre 1932 | Chicago Cardinals        | V 8–6     | Comiskey Park     | 3–4–2  |
| 10                | 4 dicembre 1932  | Brooklyn Dodgers         | V 7–0     | Ebbets Field      | 4–4–2  |

## Classifiche
| National Football League |    |   |   |      |     |     |     |
|                          | V  | S | P | %    | PF  | PS  | STR |
| Chicago Bears 1          | 7  | 1 | 6 | .875 | 160 | 44  | V3  |
| Green Bay Packers        | 10 | 3 | 1 | .769 | 152 | 63  | S2  |
| Portsmouth Spartans 1    | 6  | 2 | 4 | .750 | 116 | 71  | S1  |
| Boston Braves            | 4  | 4 | 2 | .500 | 55  | 79  | V2  |
| New York Giants          | 4  | 6 | 2 | .400 | 93  | 113 | S1  |
| Brooklyn Dodgers         | 3  | 9 | 0 | .250 | 63  | 131 | S4  |
| Chicago Cardinals        | 2  | 6 | 2 | .250 | 72  | 114 | S5  |
| Staten Island Stapletons | 2  | 7 | 3 | .222 | 93  | 113 | S   |

Note: I pareggi non venivano conteggiati ai fini della classifica fino al 1972.
1 I record di Bears e Spartans incluno la gara di playoff del 1932. Per questo motivo, gli Spartans sono classificati terzi con una peggiore percentuale di vittorie rispetto ai Packers.